# Dominique de Jésus-Marie
Dominique de Jésus-Marie (1559-1630) est un carme déchaux espagnol, haut responsable de l'ordre, qui a participé à certains épisodes de la guerre de Trente Ans, ainsi qu'à la fondation du monastère des carmélites déchaussées de Gand. Un procès en canonisation a été ouvert à son sujet dès 1676, relancé au début du XXe siècle, et en cours.

## Biographie

### Un haut-responsable de l'ordre
Dominique Ruzzola ou Urrusolo est né à Calatayud, dans la province d'Aragon (Espagne), le 16 mai 1559. Orphelin de père à sept ans, il est recueilli par son oncle, François Lopez, prieur des Grands carmes de la ville. Entré dans l'ordre du Carmel en 1571, il prononce ses premiers vœux à l'âge de seize ans, avant de recevoir l'autorisation de passer à la réforme thérésienne, pour satisfaire un besoin de plus grande perfection. Novice chez les déchaux à Pastrana, il y fait profession en 1590, sous le nom de Dominique de Jésus-Marie. 
Prieur à Valence en 1594, puis à Tolède en 1599, il devient vicaire provincial à Madrid en 1601. Après s'être retiré un temps au désert de Las Batuecas ou de Bolarque (es), il est envoyé à Rome, pour y renforcer la congrégation d'Italie. Là, à partir de 1604, il deviendra maître des novices, prieur du couvent de Santa Maria della Scala et ensuite définiteur général. 
En 1614, au moment de la béatification de Thérèse d'Avila, il est procureur général de l'ordre. En 1615, il ouvre à La Longara (près de Bologne) un asile pour les pécheresses publiques : elles y vivront d'aumônes et suivront la règle de saint Augustin, mais sans prononcer de vœux religieux, dans l'attente du mariage ou de l'entrée au monastère. Entre 1617 et 1620, Dominique est placé à la tête de l'ordre : en tant que préposé général, il favorisera la création d'un désert à Varazzo, non loin de Gênes. 
Après avoir participé, en Bohème, aux premières péripéties de la guerre de Trente Ans, il regagne l'Italie par l'Allemagne, la Belgique et la France. En 1622, il hâte la canonisation de Thérèse d'Avila et prend part à la création et aux premiers développement de la Congrégation pour la propagande de la foi. Le 16 février 1630, il décède à Vienne, où il tentait, en qualité de légat du pape Urbain VIII, de réconcilier l'empereur Ferdinand II et le duc Charles Ier, engagés dans la guerre de succession de Mantoue.

### À la bataille de la Montagne Blanche

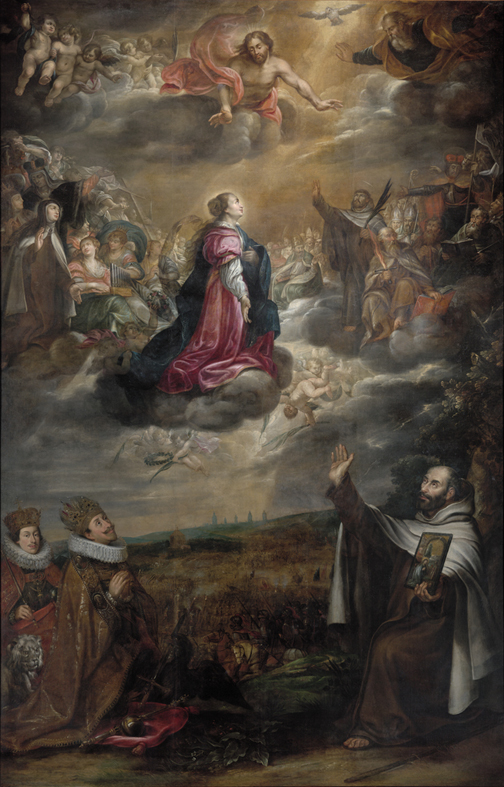
Peinture d'Anthony Stevens pour le maître-autel de l'église Sainte-Marie-de-la-Victoire, dans le quartier de Malá Strana à Prague en 1641.

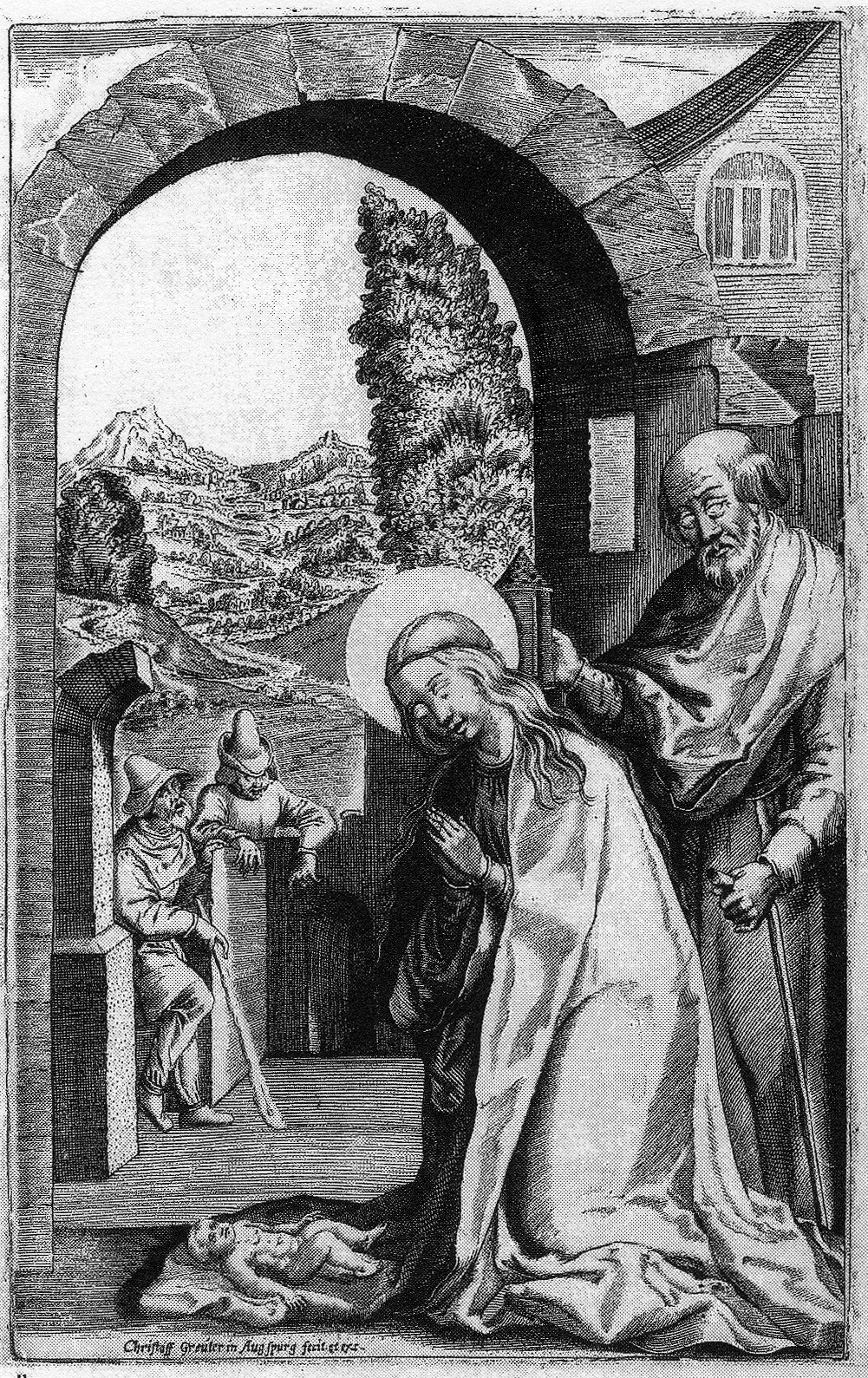
Gravure représentant sainte Marie de la Victoire.

En qualité de légat du pape Grégoire XV auprès de Ferdinand II de Habsbourg, chef de la Ligue catholique contre les insurgés protestants du royaume de Bohême, il part de Rome, en juin 1620, pour rejoindre Maximilien Ier de Bavière, en Tchéquie. Arrivé au camp, il persuade celui-ci de livrer bataille, la victoire future des catholiques lui ayant été révélée au cours d'une extase survenue en la fête de l'Assomption. 
Tandis que les armées de la Ligue pourchassent les rebelles en direction de Prague, le carme visite le château de Strakonice, saccagé par les insurgés, et y découvre un tableau de la Nativité mis à mal par des iconoclastes. C'est ainsi que l'idée lui vient de se consacrer au développement du culte de cette malheureuse peinture. À son retour parmi les régiments du duc de Bavière, il apprend la nouvelle du ralliement du capitaine hongrois Gabriel Bethlen à la cause des protestants. Suspendant l'image sainte à son cou, il grimpe alors sur un cheval et, le crucifix à la main, parcourt les troupes en clamant des versets de psaumes. 
Le combat qui suivit est connu dans l'histoire sous le nom de bataille de la Montagne Blanche : il s'est conclu, le 8 novembre 1620, par la victoire des armées catholiques sur les rebelles emmenés par le comte palatin Frédéric V. Quant au tableau, il sera solennellement exposé à Rome, au couvent des déchaux, sur le mont Quirinal. Vénéré sous le titre de Notre-Dame des Victoires, il recevra de nombreux dons, de la part des princes européens : couronnes et pierres précieuses, mais aussi les vingt-cinq drapeaux pris à l'ennemi au cours de la bataille.

### À l'origine du carmel de Gand
À la suite de ces exploits guerriers, Dominique est reçu à bras ouverts par les archiducs Albert et Isabelle, gouverneurs des Pays-Bas méridionaux, à Bruxelles. En juillet 1621, il assistera l'archiduc dans son agonie.
Par ailleurs, à la même époque, au château du Coudenberg, dans l'escalier menant aux appartements de l'infante, il se trouve successivement arrêté par cinq demoiselles d'honneur de celle-ci. Il s'agissait de Catherine de Barrea, fille d'Antoine de Barrea, gouverneur du port maritime de Gand ; Marie Magdeleine de Paredes, fille unique de Christobal de Paredes, contador de la cavalerie de l'archiduc ; Marie de Hallewin, fille de François et Marie de Mérode ; Magdeleine Catherine de Conflans, fille d'Antoine de Conflans, marquis de Saint-Remi ; et Marie-Philippine de Noyelles, fille d'Hugues de Noyelles, le maître d'hôtel de l'infante. Chacune lui ayant fait part de son désir de devenir carmélite, il intercède en leur faveur auprès de l'archiduchesse, qui autorise le préposé général Mathias de Saint-François à procéder à la fondation d'un nouveau carmel dans la ville de Gand. À cet effet, la prieure de Mons, Léonore de Saint-Bernard, après avoir admis les jeunes filles au noviciat, débarque dans la cité de saint Bavon, accompagnée de six autres religieuses, le 21 septembre 1622. Huit jours plus tard, elles prennent possession de leur monastère, dans lequel les demoiselles de l'escalier, comme les appelait Dominique, feront leur entrée, le 21 novembre 1623, en présence de l'infante et de la cour.

## Citations
Dans Les Aventures du baron de Fæneste (IV, 13, "Grotesque de la Terne"), Agrippa d'Aubigné le fait figurer dans « la belle galerie de la Terne » près de Mansle, en Charente, au château des La Rochefoucauld :
« De là marchoit bravement le petit carme à teste pelée qui se nommoit Dominic de Jesu Maria , et dix ou douze principales dames de la Cour, qui, pardevant, par derriere, avec des cyzeaux, lui decoupoient sa robbe  à barbe d’écrevisse, et est bien apparent qu’une princesse lui emporte de la peau des fesses à ce jeu-là ».
En note de son édition, p. 294,  [Prosper Mérimée] présente ainsi le personnage : 
« Gabriel Naudé compare cet homme à Guillaume Postel, à Nostradamus, et, en dernier lieu au Juif errant, par rapport à sa vie vagabonde, p. 5 de son Instruction à la France sur les frères de la Rose-Croix ».